# Джордж Монк
Джордж Монк (George Monck) (6 декември 1608 – 3 януари 1670) е английски генерал и политик, който служи и на двете страни по време на Английската революция след което играе главна роля в Реставрацията на крал Чарлз II (1660). Участва и в Англо-холандските войни.

## На служба при Чарлз І и Оливър Кромуел
Роден е в семейното имение в графство Девън, втори син на сър Томас Монк. Военната му кариера започва на 17-годишна възраст с участие в морските експедиции на херцог Бъкингам против Кадис (1625) и в подкрепа на обсадената Ла Рошел (1627). След това много години изкарва в Обединените провинции (Нидерландия) като командващ на английски полк. От 1639 г. е отново в Англия и служи на Чарлз I във войната срещу шотландците и ирландците. През 1643 г. е въвлечен в гражданската война, но търпи поражение от Томас Феърфакс при Нантуич и попада в плен. Следващите две години е затворник в Тауър в Лондон. Оливър Кромуел решава да го освободи при условие, че мине на негова страна. Така започва нов етап в кариерата му с нови акции в Шотландия и Ирландия. През 1652 – 1654 г., заедно с адмирал Блейк, командва английския флот в първата Англо-холандска война.
Успехите на англичаните по море носят на Монк заслужено уважение и Кромуел го прави управител на Шотландия. На този пост той остава цели шест години (1654 – 1660). Там получава писмо от Чарлз ІІ, синът на екзекутирания крал, с предложение за сътрудничество против протектората на Кромуел. Монк решава, че е безумие да се обърне против всесилния господар на Англия и го уведомява, заявявайки верността си.
През 1654 г. Джордж Монк се жени за Ан Ратсфорт, перачка в Тауър. Там тя става негова любовница, а връзката им продължава и след освобождаването му.

## Реставрацията
Смъртта на Оливър Кромуел на 3 септември 1658 г. предизвиква анархия и междуособни борби между неговия син и наследник Ричард Кромуел от една страна, генерал Джон Ламбърт (воден от лична амбиция да управлява държавата) от друга и роялистите от трета. Монк е с умерени убеждения и твърдо вярва в предимството на гражданската власт пред военната. Той не е съгласен с налагащата се перспектива Ламбърт да установи нова военна диктатура. В Шотландия той подготвя армията си, като отстранява елементите с политически пристрастия. Известно е, че от средата на 1659 г. е отново във връзка с Чарлз ІІ, но едва ли на този етап обмисля реставрация.
През януари 1660 г. борбата се свежда до трима генерали: Феърфакс завзема Йорк, Ламбърт тръгва против него, но тежката зима стопява силите и на двамата. В това време Монк бързо стига до Лондон и го окупира. Първоначално той се подчинява на парламента, т. нар. „опашка“, но бързо поема контрола над столицата. През март той обявява нови избори, но по старото, предреволюционно законодателство. За всички е ясно, че това означава победа на роялистите. Монк изпраща устно послание до Чарлз да се премести от Брюксел в Бреда (град в Холандия) и да направи някакъв впечатляващ жест към родината си. Така се появява прочутата Декларация от Бреда, в която кралят обещава пълна амнистия на участниците в революцията и свобода на убежденията.
Идеята за завръщането на Чарлз среща сериозна съпротива, особено от презвитерианците. Те настояват да се поставят тежки условия пред краля, но Монк успява да осуети замисъла. На изборите роялистите действително надделяват и новият парламент гласува за възстановяване на монархията (8 май 1660). Още същия месец Чарлз слиза в Дувър, посрещнат от Монк и войниците му. Генералът заявява, че не иска да участва в бъдещото управление, но не отказва няколко титли и признания: кралят го прави Рицар на жартиерата, херцог на Албърмарл, граф на Торингтън, барон на Потридж, Бошан и Тейс, лорд-лейтенант на Ирландия и генерал-капитан.

## Генерал на Чарлз ІІ
В края на живота си Джордж Монк натрупва още няколко заслуги. През 1665 г. Лондон е обхванат от чумна епидемия. Докато населението панически го напуска, Монк и войниците му поемат управлението на града, за да поддържат реда. Такава е ролята му и на следващата година, по време на големия пожар, предизвикан от холандците. Тези моменти се считат от някои историци за венец на неговата служба на Англия. През Втората англо-холандска война той командва флота в прочутата Четиридневна битка (1 – 4 юни 1666), която губи. Това му коства командния пост и той приема оттук нататък да служи на Рупърт Пфалцки. Помага му в битката на деня на Сейнт Джеймс – това е последното сражение в живота му. Умира в началото на 1670 г. и е погребан в Уестминстърското абатство.